# Cynosura
Cynosura was in de Griekse mythologie een nimf. Ze behoorde tot de Oreaden, de bergnimfen. De Oreaden zelf waren weer onderdeel van de dryaden, de boomnimfen. Cynosura zou geleefd hebben op de berg Ida op Kreta. In een van de legendes zou zij Zeus hebben opgevoed toen zijn vader, Chronos, hem verborgen had. Als dank zette Zeus haar tussen de sterren.
Cynosura is ook een andere naam voor het stelsel Ursa Minor, of de felste ster daarin, Polaris.